# Le Gerny's
Le Gerny's est un ancien cabaret situé au 54, rue Pierre-Charron, à l’angle de la rue François-Ier, dans le quartier des Champs-Élysées du 8e arrondissement de Paris.
Ce cabaret est surtout connu parce qu'en octobre 1935, Louis Leplée, propriétaire et directeur des lieux, y fait débuter Édith Gassion, sous le sobriquet de « la môme Piaf », devenant donc Édith Piaf. Elle est payée pour 40 francs par soirée.
La première adresse du Gerny's, sous la direction de Leplée, était au 8 rue de Port-Mahon (2e), fermée après septembre 1933.
Léplée est assassiné en avril 1936, et son cabaret fut fermé.